# King Kong (альбом)
King Kong — третий по счёту студийный альбом Сослана «Andy Panda» Бурнацева, выпущенный 14 ноября 2019 года.

## Описание
18 июля 2019 года Сослан анонсировал новый сольный альбом, представив всем два отрывка из двух песен, которыми, как позже оказалось, являются «Mama Africa» и «King Kong». На одном из своих концертов Сослан представил новую, совместную с Miyagi и TumaniYO, песню «Jumanji», вышедшая 18 октября. За 5 дней до релиза стали известны дата выхода и треклист альбома.
Сам релиз состоялся 14 ноября 2019 года в Apple Music, iTunes Store и ВКонтакте. Альбом состоит из 8 песен. В работе над альбомом поучаствовали Miyagi, TumaniYO, Pastor Napas из «ОУ74» и Змей из группы «Каста». Альбом долгое время занимал 3 место в альбомном чарте Apple Music, а песня «Endorphin» смогла занять 29 место.

## Список композиций
| №  | Название                           | Длительность |
| -- | ---------------------------------- | ------------ |
| 1. | «Mama Africa»                      | 3:19         |
| 2. | «14» (feat. Pastor Napas)          | 3:32         |
| 3. | «Jumanji» (feat. TumaniYO, Miyagi) | 3:36         |
| 4. | «Rude Mantras»                     | 2:43         |
| 5. | «Endorphin» (feat. Miyagi)         | 3:13         |
| 6. | «4 U» (feat. Змей)                 | 3:39         |
| 7. | «King Kong»                        | 3:29         |
| 8. | «Orange Sunset»                    | 3:43         |